# Рампа за инвалиде
Рампа за инвалидска колица је нагнута раван, најчешће постављена уз степенице, намењена корисницима инвалидских колица, као и људима који гурају колица или друге објекте на точковима, лакши приступе згради и прелаз на подручје различите висине. Површине налик данашњим рампама могу се видети у Античкој Грчкој.
Рампа за инвалидска колица може бити стална, подесива или преносива. Сталне рампе су дизајниране да буду трајно решење, док су остале расклопиве и користе се по потреби. Сталне су причвршћене су на земљи или бетонској подлози. Полусталне, односно подесиве рампе, такође су једним делом причвршћене, док се други по потреби може прилагодити. Сталне и полусталне рампе обично су израђене од алуминијума, бетона или дрвета, док су преносне најчешће алуминијумске са могућношћу склапања ради лакшег транспорта.
За лакши и безбеднији прелазак корисника инвалидских колица практичнији су мањи успони. За њихово постизање неретко је потребно више обезбедити више простора те је нужно прећи и дужи пут. је Стога је у неким случајевима пожељно укључити лифт или другу врсту подизача за инвалидска колица.